# Dieter Becker (Politiker)
Dieter Becker (* 2. Januar 1940 in Kelsterbach) ist ein deutscher Politiker (SPD).

## Leben
Dieter Becker legte 1957 die mittlere Reife ab und wurde Beamtenanwärter für den mittleren Dienst bei der Deutschen Bundesbahn. 1959 legte er die Verwaltungsprüfung ab und wechselte 1969 zur Stadtverwaltung Kirn. 1972 legte er die Zweite Verwaltungsprüfung ab und wurde Abteilungsleiter in der Ordnungsverwaltung bei der Stadtverwaltung Kirn, Amtsrat und Diplom-Verwaltungswirt (FH).

## Politik
1963 wurde er Mitglied der SPD, dort wurde er Vorstandsmitglied, später stellvertretender Vorsitzender des SPD-Stadtverbands
Kirn. Seit 1969 war er Mitglied des Kreistags Bad Kreuznach und seit 1981 Vorsitzender des SPD-Stadtverbands Kirn. 1957 trat er der ÖTV bei.
Dem Rheinland-Pfälzischen Landtag gehörte er von 1991 bis 1996 als Nachfolger des ausgeschiedenen Abgeordneten Udo Reichenbecher an. Im Landtag war er Mitglied des Petitionsausschusses.